# Menschenmühle
Menschenmühle ist das Debütalbum der deutschen Death-Metal-Band Kanonenfieber.

## Entstehung
Die neun Stücke des Albums wurden von September bis Ende November 2020 von Bandleader Noise im Alleingang im Noisebringer Studio in Bamberg aufgenommen. Mix und Mastering nahmen weitere anderthalb Monate bis Mitte Januar 2021 in Anspruch.
Die Erstveröffentlichung erfolgte am 20. Februar über das Label Noisebringer Records. Später im Jahr erschien das Album auch über das italienische Label Avantgarde Music.

## Covergestaltung
Auf einem orangefarbenen Grund zeigt das Cover auf der rechten Hälfte ein großes Skelett in einer Offiziersuniform mit diversen Orden und einem Säbel. Es steht auf einer anonymen Masse kleiner Menschen und ist gerade dabei, eine Vielzahl von ihnen mit einer Schaufel in eine Kanone zu stopfen, die von links in das Bild hineinragt. Bei dem Motiv handelt es sich um ein Antikriegsplakat des Ungarn Mihály Biró.
Das Bandlogo in schwarzer Farbe befindet sich auf Höhe des Totenkopfs über der Kanone und der Schaufel, der Albumtitel in orangefarbener Schrift ist mittig am unteren Bildrand platziert.

## Titelliste
| # | Titel                       | Länge | O-Töne                                                                     |
| - | --------------------------- | ----- | -------------------------------------------------------------------------- |
| 1 | Die Feuertaufe              | 5:56  | Kaiser Wilhelm II.                                                         |
| 2 | Dicke Bertha                | 4:47  | Kaiser Franz Josef I. (Wortlaut gesprochen von Erzherzog Leopold Salvator) |
| 3 | Die Schlacht bei Tannenberg | 7:56  | Paul von Hindenburg                                                        |
| 4 | Der letzte Flug             | 5:25  |                                                                            |
| 5 | Grabenlieder                | 5:25  |                                                                            |
| 6 | Grabenkampf                 | 7:05  |                                                                            |
| 7 | In's Niemandsland           | 4:21  |                                                                            |
| 8 | Unterstandsangst            | 7:18  | Paul von Hindenburg                                                        |
| 9 | Verscharrt und Ungerühmt    | 2:27  |                                                                            |

## Inhalt
Ausgangspunkt der Gründung von Kanonenfieber und der Arbeit an dem Album war der Austausch von Noise mit einem befreundeten Barfußhistoriker, ein Album über den Ersten Weltkrieg zu verfassen. Dieses sollte inhaltlich ausschließlich auf Briefen und originalen Dokumenten aus dieser Zeit basieren. Jedes Lied wird dabei durch die Worte einer anderen realen Figur wiedergegeben. Das soll die Dimensionen der Zerstörung aus der Sicht der Soldaten widerspiegeln und die Geschehnisse so realistisch wie möglich behandeln, ohne den Krieg zu verherrlichen.
Im Text des Eröffnungsstücks, Die Feuertaufe, geht es um die Ankunft eines deutschen Soldaten an der Front, der voller Erwartungen ist und das Vaterland verteidigen will, indem er den französischen Feind besiegt. Zu Beginn ist Kaiser Wilhelm II. mit einer Rede von Anfang August 1914 zu hören. Das Lied Dicke Bertha gibt einerseits Befehle zum Betrieb der Kanone Dicke Bertha wieder und andererseits Gefechtsberichte inmitten von schwerem Artilleriefeuer, Handgranaten und Flammenwerfereinschlägen. Das Lied endet mit einem Ausschnitt aus dem Wortlaut der Belobigung von Franz Joseph I. für die gesamte Artillerie, gesprochen von Erzherzog Leopold Salvator. Zu Beginn des dritten Stücks Die Schlacht bei Tannenberg ist Paul von Hindenburg mit Auszügen aus einer Rede zu hören, die er anlässlich der Schlacht bei Tannenberg gehalten hat. Das Lied behandelt eben diese Schlacht, die von einem zahlenmäßig unterlegenen deutschen Heer gewonnen wurde.
Der letzte Flug erzählt die Geschichte eines Piloten, der 1917 bei einem Einsatz abstürzt und beim Aufprall seines Flugzeugs auf den Boden ums Leben kommt, während Grabenlieder vom Winter in den Schützengräben handelt und in Grabenkampf plastisch der Kampf Mann gegen Mann im Schützengraben beschrieben wird. Grabenkampf enthält ungefähr in der Mitte der Spielzeit einen Auszug aus der Rede, die Paul von Hindenburg anlässlich seines 70. Geburtstags gehalten hat.
Das Stück In's Niemandsland beschäftigt sich mit dem Auszug in das zwischen den Frontlinien liegende Niemandsland und den Gefahren, die dort auf die Soldaten warten. Die Gefühle der extremen Angst und des Leids der Soldaten, die sich in den Tunneln und Schützengräben versteckt halten, sind Thema des vorletzten Stücks Unterstandsangst. Paul von Hindenburg ist zu Beginn – mit einer Rede zur Lage der Nation im Oktober 1917 – wieder im Originalton zu hören. Das abschließende Stück Verscharrt und Ungerühmt skizziert den Tod als Schicksal, das alle Frontsoldaten gleichmacht und sie am Ende an ihrer letzten Ruhestätte zusammenführt.

## Stil
Bei Metal.de wird die Musik als „Black/Death-Dauerfeuer“ beschrieben, in dem immer wieder Melodien aufblitzten und sich auch Anklänge hin zum Post-Rock wahrnehmen ließen. Jan Jaedike vom Rock Hard beschreibt die Musik als „epischen Death Metal, der dank Melodien und handwerklicher Akribie [...] an Heaven Shall Burn“ erinnere. Ein Rezensent weist auch darauf hin, dass einige Riffs Anleihen bis hin zum Doom Death nähmen. Aus Sicht des Online-Magazins Crossfire widmet sich die Band dem „mittelschnellen, melodischen Black Metal“.

## Rezeption
In seiner Rezension urteilt Metal.de-Chefredakteur Jan Wischkowski, dass Menschenmühle ein „erstaunlich abwechslungsreiches Album“ sei, von dem „vor allem der Eindruck eines sehr ausgeklügelten Album[s]“ bleibe.
Für den Rock Hard hält Jan Jaedike fest, dass das Album über den Ersten Weltkrieg „mit beängstigender Präzision“ funktioniere, denn das Konzept werde „eindringlich und detailliert umgesetzt“ und „gut ausgesuchte Sprachsamples“ würden „die ohnehin trostlose Atmosphäre zusätzlich“ verstärken.